# شاهد حامد
شاهد حامد (انگلیسی: Shahid Hamid؛ زادهٔ ۲۴ اکتبر ۱۹۴۷) سیاستمدار اهل پاکستان است. وی از سال نوامبر ۱۹۹۶ تا فوریه ۱۹۹۷ وزیر دفاع پاکستان به صورت موقت بوده‌است.